# 2′-O-Methylinosin
2′-O-Methylinosin (Im) ist ein seltenes Nukleosid und kommt in der rRNA vor. Es ist ein Derivat des Inosins, welches an der Ribose methyliert ist.